# 짧은엄지벌림근
짧은엄지벌림근(abductor pollicis brevis) 또는 단무지외전근(短拇指外轉筋)은 엄지를 벌리는 손의 근육이다. 손목뼈에서 일어나 엄지의 몸쪽손가락뼈에 닿는다.

## 구조
짧은엄지벌림근은 피부 바로 아래에 위치한 납작하고 얇은 근육이다. 손바닥의 엄지두덩을 형성하는 데에 기여하며, 엄지두덩을 이루는 세 개의 근육 중 하나이다.
굽힘근지지띠(가로손목인대), 손배뼈결절에서 기시하며, 간혹 큰마름뼈걸절에서도 일어나기도 한다.
이후 짧은엄지벌림근은 아래가쪽으로 주행하여, 얇고 납작한 힘줄이 된다. 힘줄이 된 짧은엄지벌림근은 엄지의 몸쪽손가락뼈 바닥 가쪽 측면과 손허리손가락관절의 관절주머니에 닿는다.

### 신경 분포
짧은엄지벌림근은 정중신경 되돌이가지(C8-T1)의 지배를 받는다.

## 기능
엄지의 벌림은 손바닥에 수직 방향으로 엄지를 앞으로 움직이는 작용이다. 짧은엄지벌림근은 손목손허리관절과 손허리손가락관절 모두에 작용하여 엄지를 벌린다. 또한 엄지의 맞섬과 폄을 보조하기도 한다.

## 추가 이미지

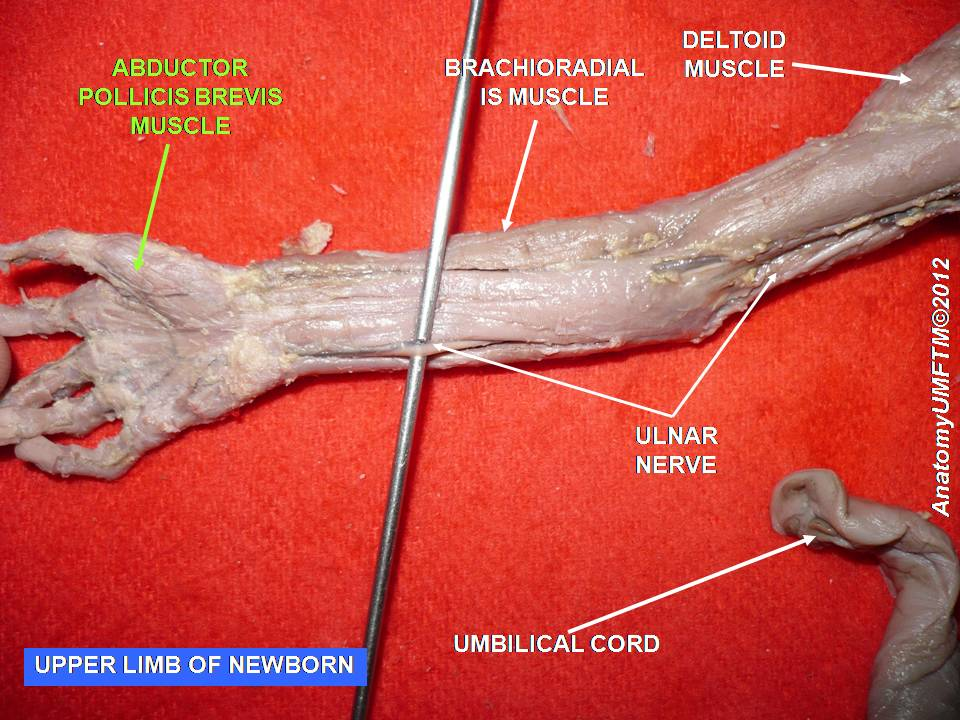
해부된 시신

## 참고 문헌
이 문서는 현재 퍼블릭 도메인에 속하는 그레이 해부학 제20판(1918) page 461의 내용을 기초로 작성된 글이 포함되어 있습니다.
1. ↑  Eatonhand - Abductor Pollicis Brevis
2. ↑  Preston, David C.; Shapiro, Barbara E. (2013년 1월 1일),  Preston, David C.; Shapiro, Barbara E., 편집., “6 - Repetitive Nerve Stimulation”, 《Electromyography and Neuromuscular Disorders (Third Edition)》 (영어) (London: W.B. Saunders), 52–61쪽, doi:10.1016/b978-1-4557-2672-1.00006-4, ISBN 978-1-4557-2672-1, 2020년 10월 24일에 확인함
3. ↑  Visser, Gerhard H.; Blok, Joleen H. (2009년 1월 1일),  Bromberg, M. B., 편집., “Chapter 6 - The CMAP scan”, 《Supplements to Clinical Neurophysiology》, Motor Unit Number Estimation (MUNE) and Quantitative EMG (영어) (Elsevier) 60: 65–77, doi:10.1016/s1567-424x(08)00006-8, ISBN 9780444529091, PMID 20715368, 2020년 10월 24일에 확인함